# Papuaea reticulata
Die Orchidee Papuaea reticulata ist die einzige Art der Gattung Papuaea in der Familie der Orchideen (Orchidaceae). Sie stammt aus Neuguinea.

## Beschreibung
Papuaea reticulata ist eine kleine, krautige, terrestrisch wachsende Pflanze. Sie besitzt ein kriechendes Rhizom mit wenigen Internodien. Die oberirdischen Sprosse sind mit wenigen Laubblättern besetzt. Die Blattspreite ist elliptisch, am Grund verschmälert sie sich zu einem kurzen Blattstiel, der den Spross röhrenförmig umfasst. Die Blätter weisen auf rötlich grünem Grund eine weiße, netzförmige Aderung auf.
Der endständige Blütenstand ist unverzweigt, die Blütenstandsachse ist behaart. Am Blütenstandsstiel stehen einige Hochblätter. Die Tragblätter der Blüten sind etwa so lang wie Blütenstiel und Fruchtknoten zusammen, die Tragblätter und der Fruchtknoten sind nicht behaart. Die Blüten sind nicht resupiniert und ebenfalls unbehaart. Von den drei äußeren Blütenblättern (Sepalen) sind die beiden seitlichen deutlich größer, sie umfassen die Basis der Lippe. Die seitlichen inneren Blütenblätter (Petalen) sind linealisch bis lanzettlich, sie haften mit dem Rand am oberen Sepal. Die Lippe ist im Umriss elliptisch-leierförmig, an der Basis ist sie mit der Säule verwachsen. Die Dreiteilung der Lippe ist schwach ausgeprägt: Die Basis (Hypochil) ist halbkugelig, mit zwei hakenförmigen Anhängseln im Innern. Der mittlere Teil der Lippe, das Mesochil, ist elliptisch, der Rand der Lippe ist hier verdickt. Der vordere Teil der Lippe (Epichil) ist sehr kurz und endet drei- oder vierfingerig. Die Narbe besteht aus einer zusammenhängenden Fläche. Das Staubblatt ist im Umriss oval bis verkehrt-keulenförmig, es enthält zwei Pollinien, die mit der kleinen gemeinsamen, lanzettlichen Klebscheibe (Viscidium) verbunden sind. Das Trenngewebe zwischen Narbe und Staubblatt (Rostellum) ist schmal dreieckig, nach Entfernen des Viscidiums tief zweigezähnt.

## Verbreitung
Papuaea reticulata ist von wenigen Exemplaren von Neuguinea bekannt, sowohl vom Osten wie von der Nordküste der Insel. Die Pflanzen wachsen im Schatten immergrüner Regenwälder auf humosen Böden in Höhenlagen von 380 bis 1500 Metern.

## Botanische Geschichte und Systematik
Papuaea reticulata wird innerhalb der Tribus Cranichideae in die Subtribus Goodyerinae eingeordnet. Nach Dressler lässt sich diese weiter in zwei Gruppen unterteilen; Papuaea steht zusammen mit der Mehrzahl der Gattungen, die nicht zwei deutlich getrennte Narbenflächen aufweisen. Papuaea reticulata wurde 1919 von Rudolf Schlechter in Repertorium Specierum Novarum Regni Vegetabilis Band 16, Seite 105 beschrieben. Der Name der Gattung leitet sich von der Herkunft ab (Papua-Neuguinea). Der Name der Art, reticulata, leitet sich vom lateinischen Wort für „netzförmig“ ab. Papuaea reticulata zeigt einige Ähnlichkeit mit Macodes.